# Convento Franciscano de Juliaca
El convento Franciscano de Juliaca llamado también Convento de Santa Bárbara, está construido sobre el cerro Hatun Rumi o Santa Bárbara (denominación española), está ubicado a 40 metros de la Plaza de Armas de Juliaca, presenta un estilo esencialmente románico.

## Descripción
Está construido es a base de: rocas, ladrillos, fierros y cemento; techado con calaminas inoxidables. cuenta con cuatro niveles e impresionantes ventanales arqueados, sumando más de un centenar finamente culminado y de claro estilo grecorromano.
También destaca una atalaya y una torre flanqueante, quienes sugieren idea de ser un castillo medieval. 
Actualmente se encuentra a cargo de la provincia franciscana de los doce apóstoles y se constituye como un atractivo turístico de Juliaca.

## Afiliaciones
- Iglesia Matriz de Santa Catalina
- Colegio Parroquial Franciscano San Román
- Parroquia Santa Catalina